# Facteur de luminance d'un marquage routier
Dans le domaine du marquage routier, le facteur de luminance {\displaystyle \beta } désigne un indicateur caractérisant la luminosité d’un marquage routier et donc sa visibilité de jour. Couplé avec les coordonnées trichromatiques du marquage, il caractérise la blancheur de ce dernier.

## Définition
Le facteur de luminance correspond à l’énergie réfléchie par une surface, le marquage routier dans le cas présent. Il s’exprime en pourcentage et est comparé à un blanc de référence selon la formule :

## Appareil
Pour déterminer le facteur de luminance, on utilise en laboratoire un appareil destiné à la mesure et in situ un colorimètre portatif.